# Karl Buschhüter
Carl Wilhelm Buschhüter (* 3. September 1872 in Krefeld; † 21. August 1956 ebenda) war ein deutscher Architekt und Lebensreformer.

## Leben und Schaffen

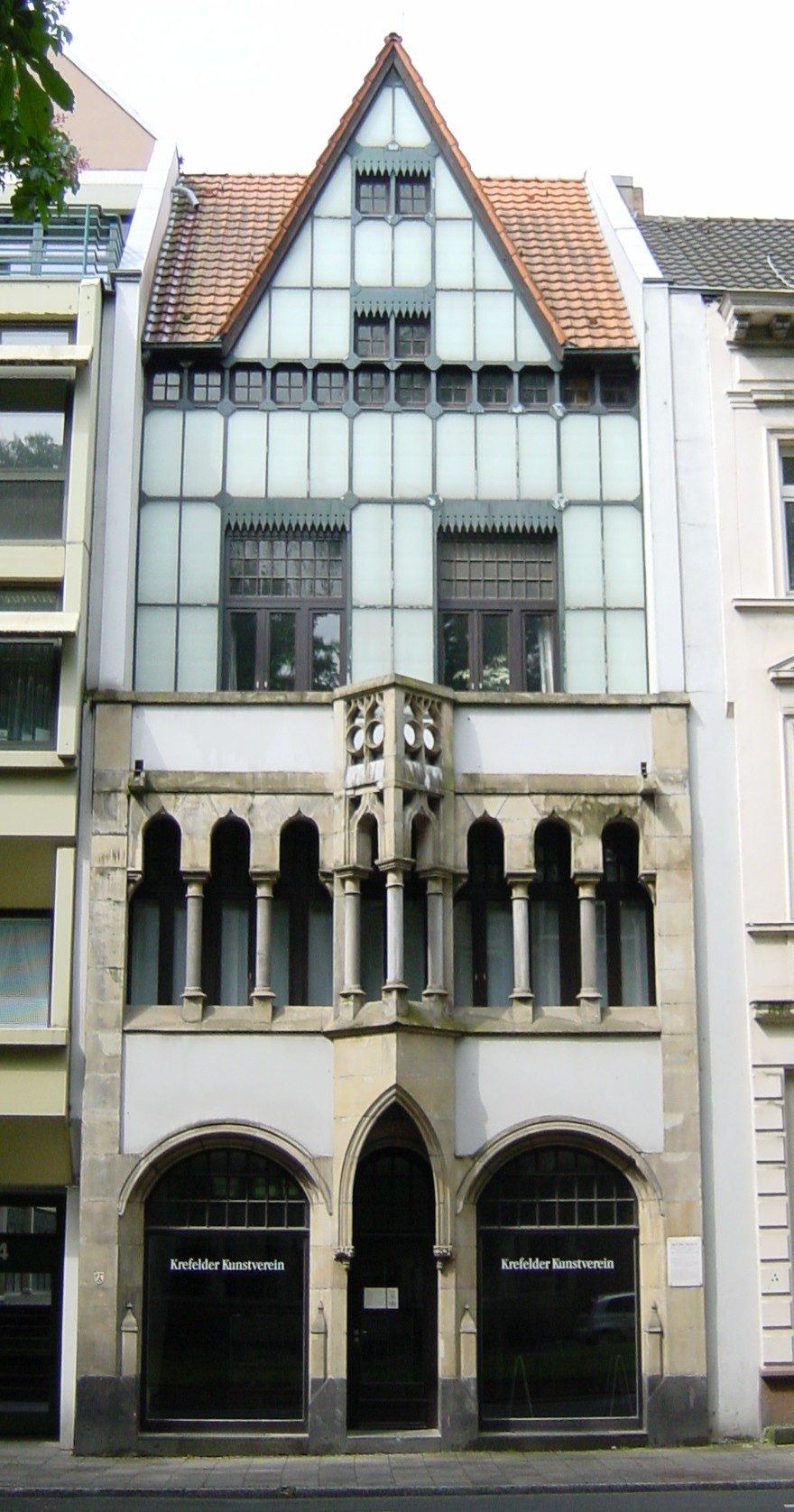
Buschhüterhaus am Westwall (Mai 2006)

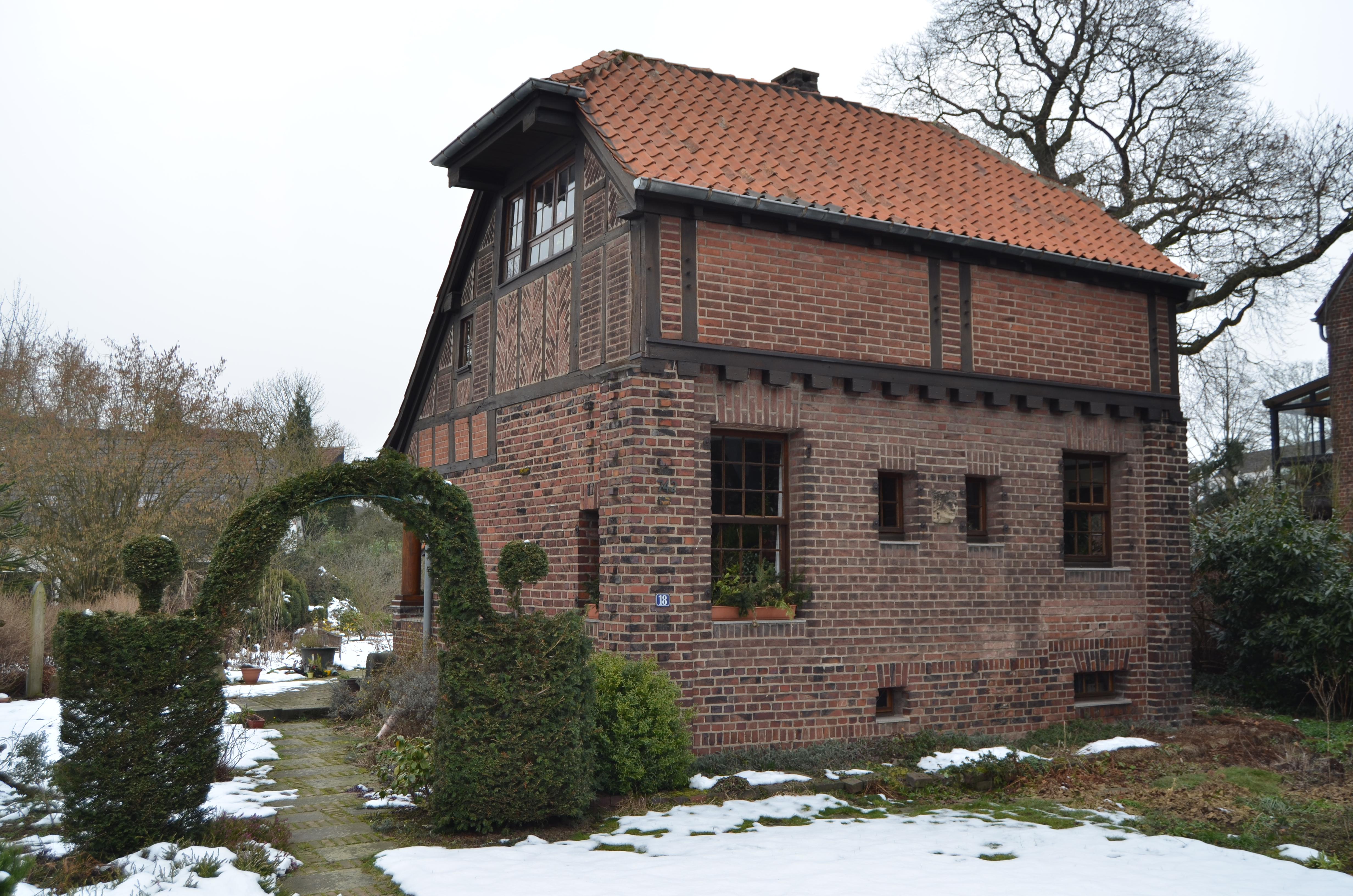
Wohnhaus Moerser Landstraße 18 in Verberg (Februar 2013)

Buschhüter wurde als Kind der Seidenweberstochter Anna Josephine Schmitz und Carl Joseph Buschhüter in Krefeld geboren.
Karl Buschhüter kann als ein Wegbereiter des ökologischen Bauens angesehen werden (vgl. unten). Typisch für seinen Stil sind steile Krüppelwalmdächer und Fachwerkkonstruktionen, Ziegeltexturen und wechselnde, asymmetrische Fensteranordnungen in unterschiedlichen Größen. Obwohl seine Bauten eine erkennbare Handschrift zeigen, sind sie als bauliche Lösungen individuell konzipiert. Bei seinen Großbauten sind neben den genannten Elementen (Walmdächer usw.) parabelförmige Bögen (Fallbogen) aus Ziegelmauerwerk kennzeichnend, die allerdings etwa 20 Jahre zuvor vom Protagonisten des katalanischen Jugendstils, Antoni Gaudí, ebenfalls verwendet wurden. Die meisten seiner Entwürfe wurden jedoch nie verwirklicht, was seiner Kompromisslosigkeit zugeschrieben werden muss. Grundlegend für sein Schaffen war seine Theorie des „biologischen Funktionalismus“. Sein Streben galt einer autarken Lebensform und Ablehnung der industriellen Technik und der Geldwirtschaft. Das Material (Holz, Sand, Kies, Lehm) für den Bau der Häuser entnahm er so weit wie möglich dem Grundstück und der Baugrube.
Für den 1919 von Karl und Robert Oelbermann gegründeten Nerother Wandervogel übernahm er die Planung und Bauüberwachung einer „Rheinischen Jugendburg“ im Sinne des Pädagogen Gustav Wyneken, einschließlich des sogenannten Säulenhauses (durch Brand zerstört), auf Burg Waldeck im Hunsrück.
Seine Haare und den Bart ließ Buschhüter ungeschoren, da sich Haarschnitt und Rasur für einen deutschen Mann nicht ziemten. Seine Kleidung aus Leinen war selbst geschneidert; auf Schuhwerk verzichtete er zumeist.
Seine Hasstiraden gegen die Juden waren selbst den Nazis suspekt, die er als bessere Juden bezeichnete. Trotz seiner tiefen Verachtung für den Expressionisten Heinrich Campendonk baute er im Auftrag des Kölner Industriellen und Mäzens Paul Multhaupt das Wohnhaus Campendonks und verteilte nach Fertigstellung ein Spottgedicht auf Campendonk. Sein Verständnis von bildender Kunst sah er in erster Linie von Fidus und Karl Wilhelm Diefenbach verwirklicht.

„Wir haben ja nichts gegen die fremdblütigen Maler und die Menschen, die aus Rassenverwandtschaft oder Dekadenz deren Farben lieben, sie mögen weiter pinseln und sich freuen, aber sie dürfen nicht so frech werden und unsere feinen künstlerisch reinen Werke mit dem säälisch-rohen der dunklen Niederrassen verschmieren. Dann hauen wir drein!“

Mit Multhaupt, von dem er mit dem Bau seines Wohnhauses beauftragt war, geriet er in Streit, weil dieser einen der Räume von Campendonk hatte gestalten lassen. Trotz seines abgrundtiefen Hasses gegen die Juden nahm er auch von ihnen Aufträge an. Zumeist geriet er mit seinen Auftraggebern in heftigen Streit, was dazu führte, dass er Pamphlete gegen sie verfasste, auf der Straße verteilte und die Bauten unvollendet ließ. Die in seiner streitsüchtigen, kompromisslosen und menschenverachtenden Persönlichkeit begründete Ablehnung seiner Person führte dazu, dass er immer weniger Aufträge (auch von Nazis) erhielt und schließlich 1956 völlig vereinsamt starb. Viele seiner Häuser wurden im Zweiten Weltkrieg zerstört. Die verbliebenen Häuser stehen weitgehend unter Denkmalschutz.

## Werk
Erhaltene, denkmalgeschützte Gebäude
- 1899: Krefeld, St.-Anton-Straße 91, 1975 transloziert auf das Grundstück Westwall 122[4]
- 1900: Krefeld, Bismarckplatz 11, Wohnhaus
- 1902: Viersen-Süchteln, Bergstraße 27, Wohnhaus
- 1902: Viersen-Süchteln, Hochstraße 57, Wohn- und Geschäftshaus
- 1904: Krefeld, Dreikönigenstraße 163, Steinstraße 5/7, Alte Post
- 1907: Krefeld, Luisenstraße 62, ehemaliges Postamt
- 1908: Krefeld, Moerser Landstraße 18, Wohnhaus
Dieses Wohnhaus erbaute Buschhüter für seine Mutter, deren Büste in die Straßenfront eingelassen ist. Es gilt eines der bedeutendsten Gebäude des Architekten.
- 1909: Krefeld, Ritterstraße, Zentrallager der Konsumgenossenschaft „Niederrhein“ bei der ehemaligen Brotfabrik „Im Brahm“
- 1910: Krefeld, Moerser Landstraße 14, Wohnhaus
- 1924: Friedrichssegen bei Lahnstein, Haus Jungfried, im Süßgrund, Wohnhaus und Begegnungsstätte für den Fabrikanten und Mäzen Paul Multhaupt (Buschhüter Architekt 1921–1925, zunächst unvollendet, danach Carl Dahmen)[5][6]
- 1936: Krefeld, Kuhdyk 20, Cassel-Museum
- 1938: Tönisvorst-St. Tönis, Feldstraße 102–104, Landarbeiterhaus